# 埃根維爾

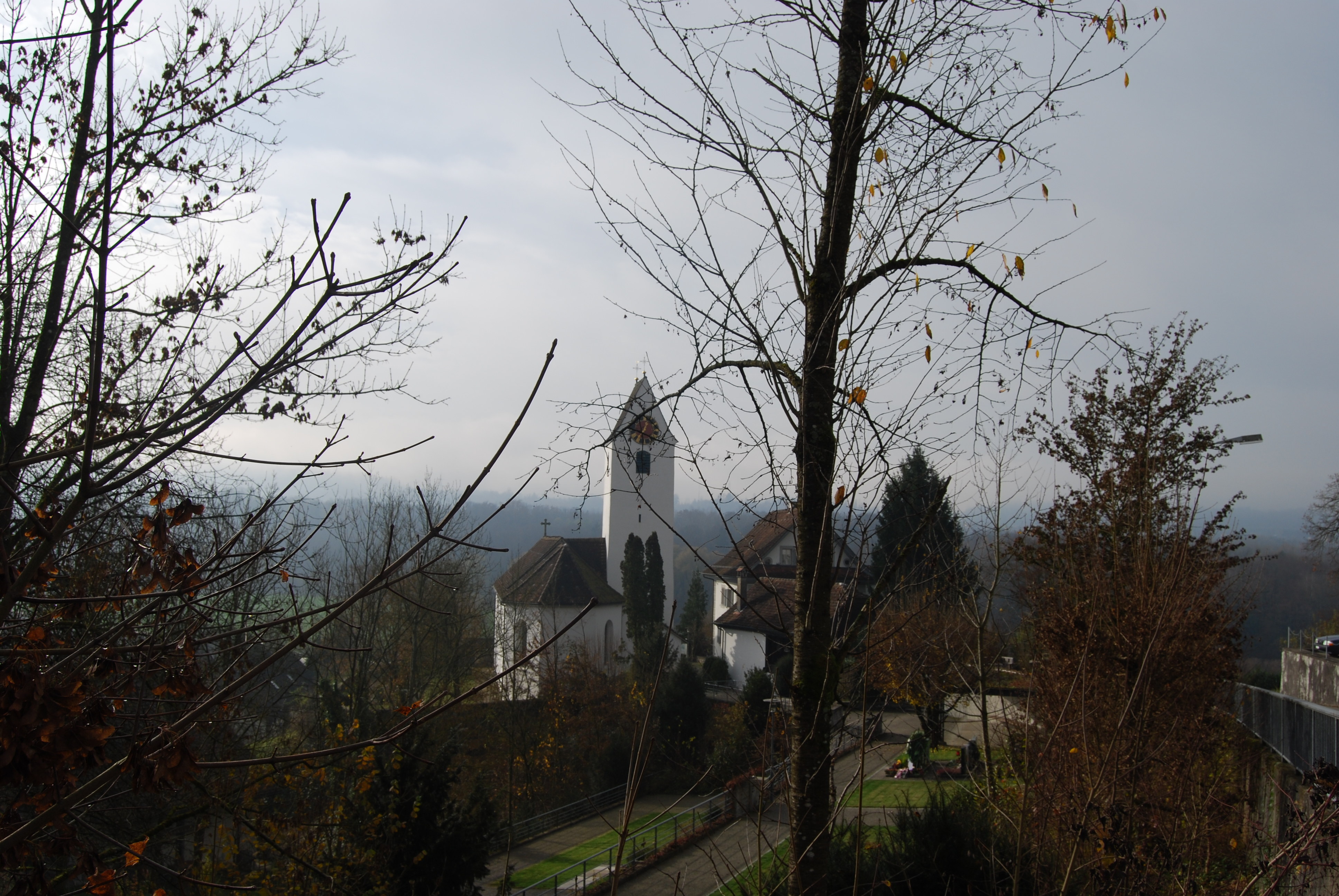

埃根維爾是瑞士的城鎮，位於該國北部，由阿爾高州負責管轄，面積2.46平方公里，海拔高度383米，2012年人口898，四成人口信奉羅馬天主教，人口密度每平方公里365人。